# Montes Chic-Chocs
Montes Chic-Chocs (en francés: Monts Chic-Chocs) es un grupo de montañas en el centro de la península de Gaspesia en Quebec, Canadá. Forman parte de los Montes de Notre Dame, una continuación de los Apalaches.
Son elevaciones muy erosionadas, con cimas planas y lados empinados. Más de 25 montañas tienen picos de más de 1 km; la más alta es el Monte Jacques-Cartier con 1.268 metros (4.160 pies). En las mesetas de esta región habita el caribú. Aunque son visitadas tan solo por unos pocos turistas, los montes Chic-Chocs aumentaron su popularidad en la década de 1990.